# The Shrine (film 2010)
The Shrine è un film del 2010 diretto da Jon Knautz.

## Trama
Dopo che un cittadino statunitense risulta scomparso da un viaggio in Europa, un gruppo di giornalisti indaga su una pista misterica circa la presenza di alcune sette secolari in Polonia, in particolare in un'antica comunità rurale chiamata Alwainia. Le indagini, inizialmente caratterizzate da un alone di scetticismo, si rivelano avere un fondo di verità: il passato del villaggio è contornato da sparizioni, cronache di sacrifici umani e una misteriosa setta dietro tutto ciò.
Quando i giornalisti approfondiscono le indagini e si avvicinano a scoprire la macabra verità che si cela dietro Alwainia e i suoi abitanti, inizia la caccia all'uomo da parte di alcuni sconosciuti, forse proprio i facinorosi settari, che porta il gruppo a scappare da ogni persona, possibile complice o appartenente alla misteriosa setta.

## Produzione
Il 16 giugno 2009, Jon Knautz annunciò ai microfoni di Shock Till You Drop che nonostante il tiepido successo riscosso da Jack Brooks: Monster Slayer, prima di pianificarne un seguito all'altezza o migliore, si sarebbe dedicato a The Shrine, anche noto sotto il titolo di lavorazione The Cult, un progetto orrorifico all'epoca in preproduzione. Knautz spiegò che il cast artistico sarebbe stato ultimato entro breve dalle sue dichiarazioni, pur tuttavia confermando la presenza di Trevor Matthews, il Jack Brooks di Monster Slayer, tra gli interpreti principali.
A finanziare il progetto di Knautz, la compagnia di produzione Brookstreet Pictures, la quale ha stanziato un bilancio di 1,5 ml di dollari americani (500000 $ canadesi). Le riprese si sono svolte interamente in Canada e sono durate un mese circa, iniziando a Pickering (Toronto) ad agosto e terminando a Vaughan (Ontario) in settembre.

## Colonna sonora
Nel gennaio 2010 fu annunciato Ryan Shore avrebbe composto le musiche del film.

## Promozione
Il 6 luglio 2009 fu pubblicata in rete la prima locandina d'anticipazione, accompagnata dalla sinossi. Dopo averne annunciato la costruzione alcuni giorni prima, il 10 agosto 2009 è stato aperto l'accesso al sito web ufficiale del film; con la pubblicazione nel frattempo di un'anticipazione video basata sugli estratti delle riprese appena cominciate; seguita il 9 settembre da un altro breve trailer.
Il 13 luglio 2010 è stato caricato in rete il primo trailer esteso, seguito dieci giorni da una nuova locandina arrecante la tag-line Once You Find It. They Won't Let You Leave.. L'11 ottobre è stato mostrato un nuovo poster.

## Distribuzione
Il 25 luglio 2010, alle 19 e 15, il film è stato proiettato in anteprima mondiale all'edizione annuale del Fantasia Film Festival, con Trevor Matthews e Jon Knautz speciali ospiti della serata.
Il 14 ottobre, dalle 19 e 30 alle 21, è stato proiettato nelle sale cinematografiche del Grauman's Chinese Theatre 6 (Hollywood), allestito per l'occasione in occorrenza dello Screamfest Horror Film Festival.

## Accoglienza

### Critica
All'edizione 2010 del Fantasia Film Festival, il film è stato accolto in maniera positiva dalla critica presente, dove Knautz inserisce «la crudeltà della religione e gli orrori del soprannaturale che si fondono per innescare una polveriera di castigo [...] allontanandosi completamente dalle tonalità da commedia dell'orrore che hanno caratterizzato il suo precedente lavoro e film di culto internazionale». I critici fanno inoltre anche una menzione alle possibili ispirazioni che il regista avrebbe potuto prendere per la realizzazione del film, citando titoli del genere Black Sunday, La notte del demonio e La città dei morti.
Il sito DreadCentral, giudica, nel suo complesso, The Shrine un'opera dall'alto potenziale, forte di «un cast molto capace, dove nessun ingrediente è stato risparmiato in quella che inizialmente promette essere una memorabile ricetta cinematografica», che «purtroppo perde gran parte del suo tempo a raccontarsi, prima di fare il definitivo slancio in avanti» rappresentato da «esorcismi, mostri, il tutto carico di gore vecchia scuola, e una torsione rivelatrice, ma a quel punto è troppo poco, troppo tardi».